# Agatarco
Agatarco (em grego clássico: Ἀγάθαρχος; romaniz.: Agatharchos; em latim: Agatharchus) foi um pintor grego autodidata da ilha de Samos, que viveu no século V a.C..

## Biografia
Seu pai chamava-se Eudemos (em grego clássico: Εὔδημος). Vitrúvio diz que ele inventou a pintura cênica e pintou uma cena (scenam fecit) para uma tragédia que Ésquilo exibiu. Por isso, alguns autores, como Karl Woermann, supõem que ele introduziu a perspectiva e a ilusionismo na pintura.
No entanto, como isso parece contradizer a afirmação de Aristóteles de que a pintura cênica foi introduzida por Sófocles, alguns estudiosos entendem que Vitrúvio quer dizer somente que Agatarco construiu um palco. Mas o contexto demonstra claramente que a pintura em perspectiva deve ser entendida, pois Vitrúvio continua dizendo que Demócrito e Anaxágoras, aplicando os princípios estabelecidos em um tratado escrito por Agatarco, escreveram sobre o mesmo assunto, mostrando como, ao desenhar, as linhas deveriam corresponder, conforme uma proporção natural, à figura que seria traçada em um plano intermediário imaginário por um lápis de raios que partem do olho, como um ponto fixo de visão, para os vários pontos do objeto visualizado.
Provavelmente, foi somente no final da carreira de Ésquilo que a pintura cênica foi introduzida, e não foi até a época de Sófocles que ela passou a ser usada de modo geral, o que pode explicar o que Aristóteles diz.
Agatarco foi, portanto, o primeiro pintor conhecido a usar a perspectiva gráfica em grande escala, embora raras ocorrências de perspectiva apareçam em pinturas de vasos por volta da metade do século VI a.C.. Diz-se também que ele abriu caminho para pintores posteriores, como Apolodoro.
Agatarco foi contemporâneo de Alcibíades e Zeuxis, e era frequentemente apontado pela facilidade e rapidez com que terminava suas obras. Plutarco e Andócides contam, com mais detalhes, um caso sobre Alcibíades ter levado Agatarco para sua casa e tê-lo mantido lá por mais de três meses em estrita coação, obrigando-o a pintar o interior de sua casa, o que mostra que naquela época (cerca de 435 a.C.) a pintura decorativa dos cômodos estava na moda. O discurso de Andócides acima mencionado parece ter sido proferido após a destruição de Milos (416 a.C.) e antes da expedição à Sicília (415 a.C.), de modo que, a partir dos dados acima, a idade de Agatarco pode ser fixada com precisão.